# Osiedle Wazów (Zielona Góra)
Osiedle Wazów – osiedle Zielonej Góry, położone w środkowej części miasta.
Osiedle Wazów przyjęło swoją nazwę od ulicy Wazów (przed 1945 Rohrbuschweg), składa się z trzech części nazywanych roboczo Wazów I, Wazów II i Wazów III. Budowa pierwszych bloków mieszkalnych rozpoczęła się w 1956 i trwała do ok. 1966, jako ostatnia powstała część osiedla położona pomiędzy ulicami Podgórną i Władysława IV (wcześniej Feliksa Dzierżyńskiego). Osiedla Wazów I i Wazów II składa się z niskich bloków wielorodzinnych otoczonych zielenią, które w latach 90. XX wieku od wschodu uzupełniono pojedynczymi budynkami o większej kubaturze. Na osiedlu Wazów III dominują budynki o jedenastu kondygnacjach. Od południowego wschodu do osiedla przylega Kampus A Uniwersytetu Zielonogórskiego.